# Age of Empires: Castle Siege
Age of Empires: Castle Siege là một game phòng thủ tháp trực tuyến nhiều người chơi lấy bối cảnh thời Trung Cổ theo thể thức free-to-play dưới dạng của một ứng dụng Windows, được thiết kế cho Windows 8.1, Windows 10, Windows Phone, Android và iOS. Trò chơi được phát triển bởi hãng Smoking Gun Interactive và Microsoft Studios, và chính thức công bố vào ngày 26 tháng 8 năm 2014. Không giống như bất kỳ phiên bản Age of Empires nào trước đây, Castle Siege lại thuộc thể loại game phòng thủ tháp. Trò chơi bị ngừng phân phối từ ngày 13 tháng 5 năm 2019.

## Lối chơi
Trong Age of Empires: Castle Siege người chơi xây dựng một lâu đài để cho bản thân mình để sản xuất tài nguyên và gầy dựng một đạo quân. Quân đội được dùng để tấn công lâu đài của người chơi khác nhằm cướp tài nguyên về phần mình và giành được vương miện, một loại cơ chế tính điểm của game. Người chơi cũng có thể thành lập liên minh lẫn nhau với các chức năng xã hội khác nhau.

### Công trình
Lâu đài này được xây dựng xung quanh một pháo đài, được bao quanh bởi các loại công trình khác nhau. Những công trình kinh tế sản xuất và lưu trữ tài nguyên, trong khi các công trình quân sự được sử dụng để huấn luyện quân đội. Lâu đài này được bảo vệ khỏi các cuộc tấn công của đối phương bằng những công sự như tường thành, tháp canh và cạm bẫy khác nhau. Người chơi cũng có thể xây dựng các công trình trang trí mà không phục vụ mục đích thực tế. Tất cả các công trình có thể được cập nhật để tăng cường sức sản xuất của nó và để đạt được thêm điểm số. Pháo đài đang cập nhật giúp tăng số lượng công trình cho phép và mở khóa thêm các loại công trình mới.

### Tài nguyên
Có ba loại tài nguyên dùng cho việc xây dựng gồm: lương thực, gỗ và đá. Vàng là một loại tiền tệ trong trò chơi có thể được sử dụng để tăng tốc quá trình xây dựng hoặc mua các tài nguyên khác. Vàng có thể mua với tiền tệ thực ngoài đời. Căn cứ của người chơi còn sản xuất cờ hiệu, được sử dụng để chiêu mộ các đơn vị anh hùng và đơn vị quân đặc biệt. (Hiện không còn hỗ trợ mua vàng bằng tiền thật)

### Quân đội
Quân đội bao gồm bốn loại cơ bản: bộ binh, cung thủ, kỵ binh và khí cụ công thành. Mỗi nền văn minh còn có đơn vị đặc biệt của riêng mình; chúng mạnh hơn hoặc có những khả năng đặc biệt hơn nhưng đơn vị cơ bản, nhưng lại đòi hỏi nhiều nguồn tài nguyên để tuyển mộ và nâng cấp. Khi nâng cấp tối đa có thể mang đến hai đơn vị anh hùng trong mỗi cuộc tấn công. Anh hùng là những đơn vị mạnh nhất trong trò chơi và đều có một số khả năng đặc biệt. Tất cả các đơn vị có thể được nâng cấp để gia tăng sức mạnh hơn.

### Phe phái
Vào lúc bắt đầu game, người chơi lựa chọn để đại diện cho một trong những nền văn minh sau đây. 
| Nền văn minh          | Đơn vị quân đặc biệt | Anh hùng                                                   |
| --------------------- | -------------------- | ---------------------------------------------------------- |
| Briton                | Lính cung dài        | Richard Tim Sư Tử, Henry V, Edward Hoàng tử Đen            |
| Byzantine             | Cheirosiphon         | Belisarius, John Kourkouas, Nikephoros II Phokas           |
| Frank                 | Hiệp sĩ dòng Đền     | Charles Martel, Charlemagne, Joan of Arc                   |
| Rus Kiev              | Cướp xứ Moskovia     | Sviatoslav I của Kiev, Rurik, Alexander Nevsky             |
| Saracen               | Mamluk               | Tariq ibn Ziyad, Maslama ibn Abd al-Malik, Saladin         |
| Giáo binh đoàn Teuton | Hiệp sĩ Teuton       | Hermann von Salza, Conrad Trưởng Lão, Winrich von Kniprode |

### Trận chiến
Người chơi sử dụng quân đội của mình để tấn công lâu đài của đối phương. Người chơi có năm phút để phá vỡ hệ thống phòng thủ và phá hủy càng nhiều công trình như ý muốn. Một chiến thắng có thể đạt được nếu người tấn công có thể phá hủy được nhà chính hoặc là phá được một nửa số công trình của đối phương. Tài nguyên có thể bị cướp phá bằng cách tấn công nhà kho.